# 板桥镇 (织金县)
板桥镇，是中华人民共和国贵州省毕节市织金县下辖的一个乡镇级行政单位，位于织金县的北部，乡政府距县城22公里。
2016年1月14日，贵州省人民政府批复同意撤销板桥乡建制，设置板桥镇，撤乡设镇后行政区域和政府驻地不变。

## 交通
有织纳公路穿境而过，东南方通向绮陌乡，西北与以那镇相连。

## 地理与气候
全乡总面积66.70平方公里，耕地面积约为18902亩。气候温和多雨，早晚温差大。多山，地势崎岖不平，常有塌方。

## 人口
辖13个行政村，135个村民组，6551户，约23700余人。少数民族占人口比例较大，主要有汉、布依、苗、白、仡佬等民族。

## 经济
主要经济活动为农业。境内有煤矿，多为私人拥有，采矿业较发达。

## 教育

### 小学
- 板桥中心小学
- 锡群希望小学
- 箐龙小学
- 魁书小学

### 中学
- 板桥中学

## 文化
当地很多人会唱流行于贵州、云南一带的山歌。

## 行政区划
板桥镇下辖以下地区：
永久村、永兴村、中心村、富阳村、兴发村、和平村、幸福村、龙井村、跃进村、白果村、红光村、箐龙村和玉龙村。